# ЯМАМ

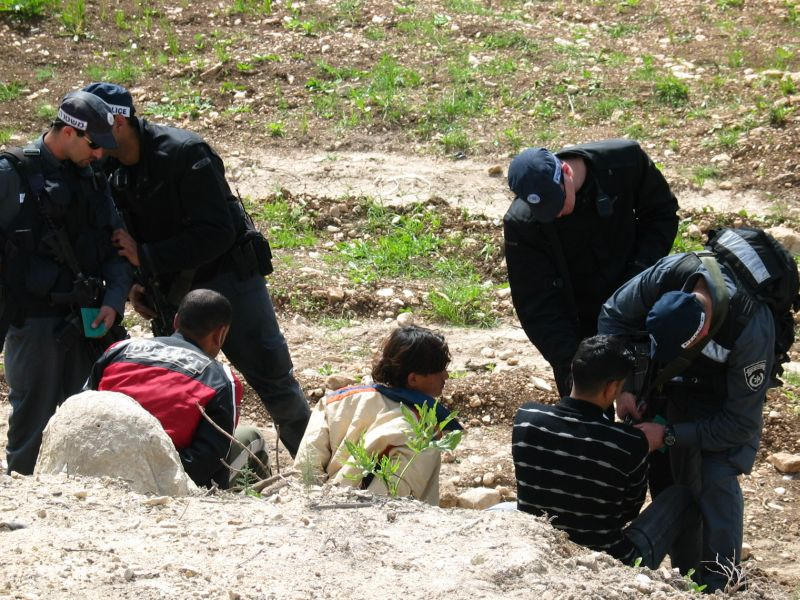
ЯМАМ заарештував підозрюваних в ході контр-терористичної операції. 21 березня 2006 р

ЯМАМ, або івр. ימ"מ (абр. від івр. יחידה מרכזית מיוחדת, укр. Спеціальний центральний підрозділ) — спецпідрозділ прикордонної поліції Ізраїлю (МАГАВ), основний антитерористичний підрозділ поліції Ізраїлю.

## Історія
Створений в 1974 році. Основною причиною були провали армійського спецназу при операціях зі звільнення заручників, зокрема загибель 25 осіб, включаючи 21 дитини, в ході операції підрозділу Сайерет Маткаль в школі міста Маалот 15 травня 1974 року.
Першим командиром «ЯМАМ» був призначений Німрод Яаков, потім Маор Алеві. Однак реально сформував новий підрозділ десантник Ассаф Хефец.
У той час ніяких спеціальних методик з проведення антитерористичних операцій, особливо пов'язаних із врятуванням заручників в Ізраїлі не було. Методи армійського спецназу виявилися для цього невідповідними.
11 березня 1978 року «ЯМАМ» провів невдалу операцію зі звільнення заручників захопленого терористами автобуса — 34 пасажири загинули. У 1982 році бійці «ЯМАМ» отримали додатковий досвід в Лівані. У березні 1988 року «ЯМАМ» провів відносно успішну операцію зі звільнення заручників автобуса — загинули 3 заручників. Але основне навантаження на «ЯМАМ» лягло з 2000 року — з початком другої інтифади. Тільки за період з жовтня 2000 по липень 2004 «ЯМАМ» провів не менш як 1500 антитерористичних операцій.

## Комплектація
Всі співробітники «ЯМАМ» — контрактники, більшість — армійські офіцери. Кандидатом в «ЯМАМ» може стати будь-який військовослужбовець армії, поліції і прикордонних військ до 25 років, який відслужив не менше трьох років у бойових частинах і завершив курс командира відділень.
Більшість кандидатів приходить з армійських спецпідрозділів: Сайерет Голані, «Дувдеван» і спецназу прикордонних «ЯМАС». У «ЯМАМ» рідко зустрічаються спецназівці генштабу Сайерет Маткаль або флоту Шайетет 13.
Після розгляду біографії і співбесіди розпочинається відбірковий етап, який триває два тижні. В цей час перевіряються фізичні і психологічні навички. Потім проходить підготовчий етап — вісім місяців, потім ще чотири — закріплення знань. За цей час кандидати повинні пройти підготовку по звільненню заручників на всіх видах транспорту та поводження з будь-якою зброєю. Велика увага приділяється рукопашному бою. Під час закріплень навичок проходять навчання в яких крім «ЯМАМ» зазвичай задіюються і інші підрозділи, зокрема Сайерет Маткаль.
Уже в процесі навчання відбувається спеціалізація на штурмовиків, міських альпіністів, снайперів, мінерів, кінологів. Є бойові плавці, які тісно взаємодіють зі спецназом флоту. Особлива увага приділяється снайперам.
Будь-який боєць «ЯМАМ» підписує контракт мінімум на три роки, багато продовжують його на два-три терміни.

## Зброя
Основна зброя «ЯМАМ» — укорочена гвинтівка М16 і пістолет «Glock». При штурмових операціях, які не стосуються звільнення заручників, використовується Міні-Узі. Снайпери використовують гвинтівки «Маузер» 86SR, проте в останні роки їх замінюють новішими зразками.